# Tadeusz Banachiewicz
Tadeusz Banachiewicz, född 13 februari 1882 i Warszawa, död 17 november 1954 i Kraków, var en polsk astronom.
Banachiewicz studerade astronomi i Warszawa, där han 1905 anställdes vid universitetet, blev 1908 observator vid observatoriet där, var 1910-15 assistent vid Engelhardtobservatoriet i Kazan, från 1915 anställd vid observatoriet i Dorpat, slutligen som extra ordinarie professor, från 1919 professor i astronomi vid Krakóws universitet och direktor för observatoriet där. 
Banachiewicz ägnade sig huvudsakligen åt teoretisk astronomi, och förutom några arbeten om refraktion gav han bidrag till utvecklingen av moderna metoder för beräkning av kometers banor med hjälp av räknemaskin; han införde således de så kallade krakowianerna, som underlättade beräkningen betydligt. Hans arbeten finns till största delen i publikationer från Krakóws observatorium.

## Eftermäle
Nedslagskratern Banachiewicz på månen och asteroiden 1286 Banachiewicza är uppkallade efter honom.